# توم بلافرت
توم بلافرت (بالإنجليزية: Tom Blaffert)‏  (ولد عام 1953 في كيل) هو صحفي ومؤلف روايات بوليسية ألماني.
يعيش في كولونيا حيث يعمل محررا في صحيفة كولنر شتات أنتسايجر. يكتب منذ حوالي 25 عاما تمثيليات إذاعية بوليسية، من بينها «عربة الأحلام» و«رسالة أوفرمان» و«الجار اللص». كما ألف «متاهة عبر الظلام» Irrfahrt durch die Finsternis (بالاشتراك مع جيورج بيريس). كما كتب العديد من القصص للمسلسل الإذاعي «من القاتل؟» Wer ist der Täter? للإذاعة البافارية. زوكذلك للبرنامج المسرحي «امسك القاتل» Fang den Mörder! منذ عام 2001.